# Samuel Dixon
Samuel Dixon – australijski producent muzyczny, autor tekstów piosenek i gitarzysta basowy, zamieszkały w Londynie.

## Życiorys
Pochodzi z Adelaide, mieszka i pracuje w Londynie. W latach dziewięćdziesiątych był basistą acid-jazzowej grupy z Sydney Directions In Groove.
Wielokrotnie współpracował z australijską wokalistką i tekściarką Sią Furler. Kompozycje jego autorstwa zostały zawarte na albumach Furler Some People Have Real Problems (2008), Colour the Small One (2004) oraz We Are Born (2010). Jako współautor singlowego utworu Sii "Clap Your Hands", Dixon nominowany był do nagród ARIA Music i APRA. Wspólnie z Furler Dixon napisał oraz samodzielnie wyprodukował cztery piosenki na album Christiny Aguilery Bionic (2010); znalazł się wśród nich singel "You Lost Me". Ballada Dixona "Bound to You", zawarta na ścieżce dźwiękowej do filmu z udziałem Aguilery Burleska zyskała nominację do Złotego Globu.
Samuel Dixon jest także producentem utworów pochodzących z albumów KT Tunstall, Palomy Faith, I Blame Coco, Willa Younga, The Presets i Leony Naess.